# Comté de Gunnison
Pour les articles homonymes, voir Gunnison.
Le comté de Gunnison est un comté du Colorado. Son siège est la ville de Gunnison, ainsi nommée en l'honneur du capitaine John Gunnison.
Outre Gunnison, les municipalités du comté sont Marble, Mount Crested Butte et Pitkin.
Le comté de Gunnison possède un aéroport : le Gunnison County Airport (code AITA : GUC).

## Démographie
| 1880  | 1890  | 1900  | 1910  | 1920  | 1930  |
| ----- | ----- | ----- | ----- | ----- | ----- |
| 8 235 | 4 359 | 5 331 | 5 897 | 5 590 | 5 527 |

| 1940  | 1950  | 1960  | 1970  | 1980   | 1990   |
| ----- | ----- | ----- | ----- | ------ | ------ |
| 6 192 | 5 716 | 5 477 | 7 578 | 10 689 | 10 273 |

| 2000   | 2010   | - | - | - | - |
| ------ | ------ | - | - | - | - |
| 13 956 | 15 324 | - | - | - | - |

## Images

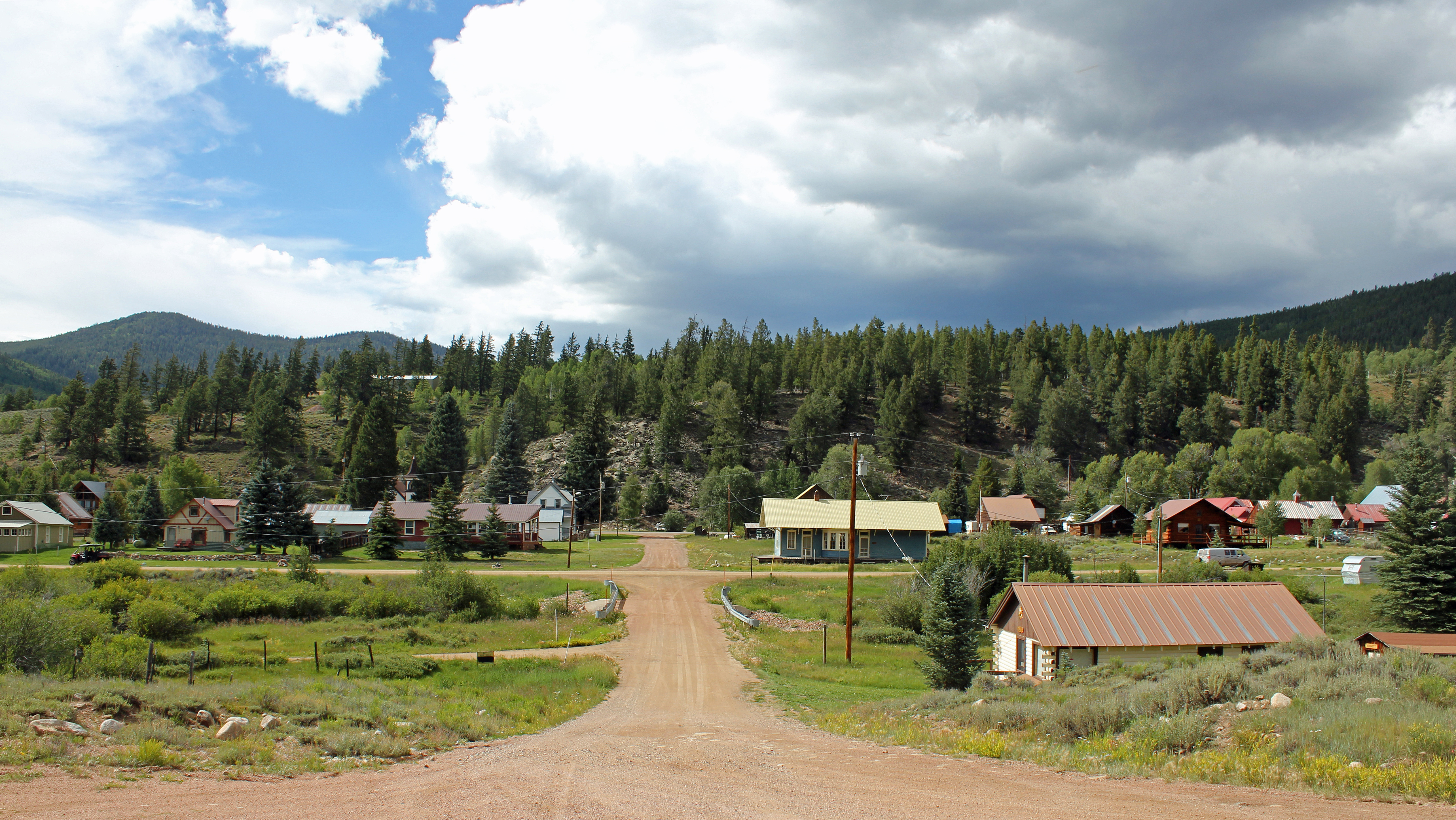
Pitkin
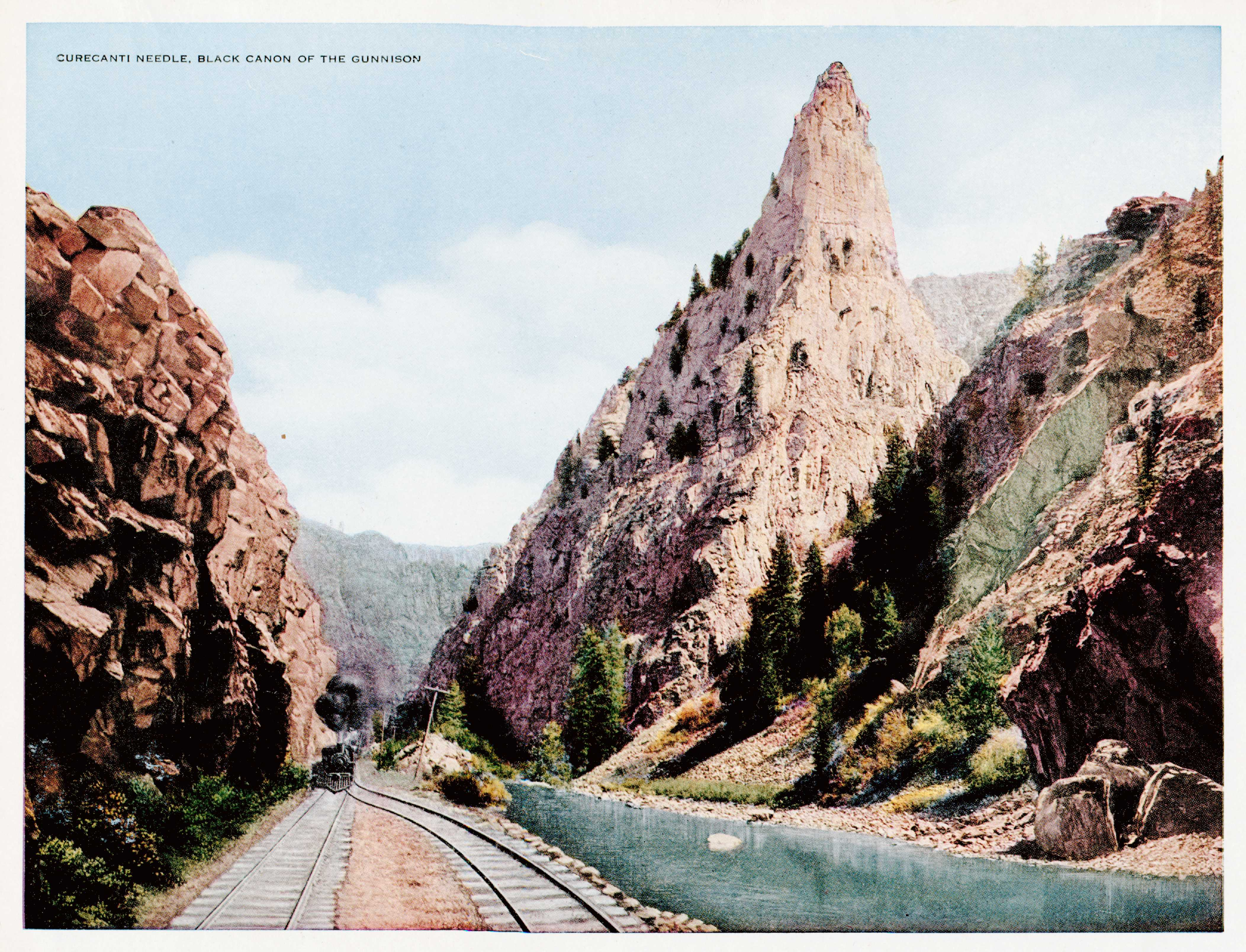
Carte postale de l'aiguille Curecanti en 1917.
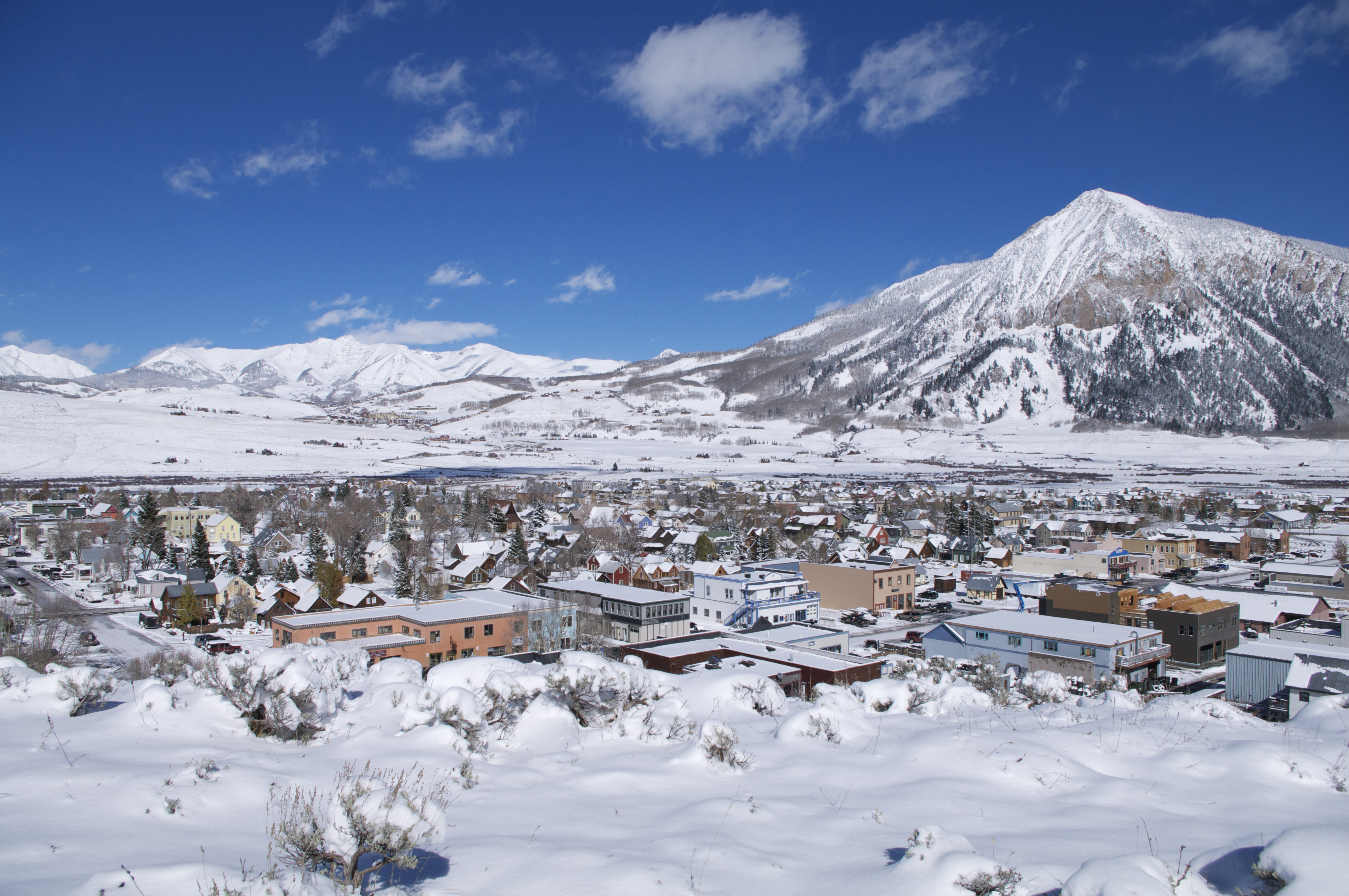
La ville de Crested Butte.
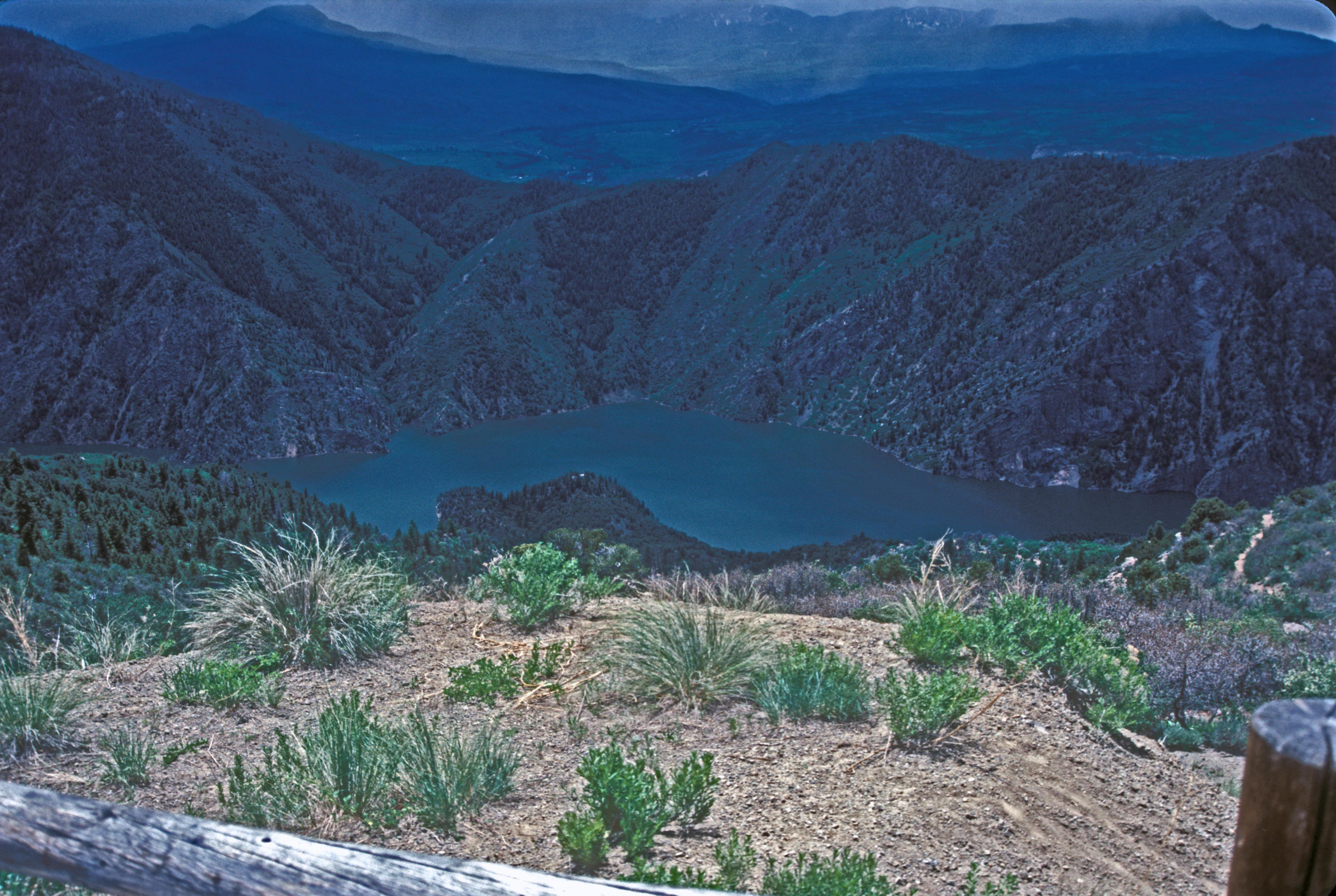
Réservoir Morrow Point
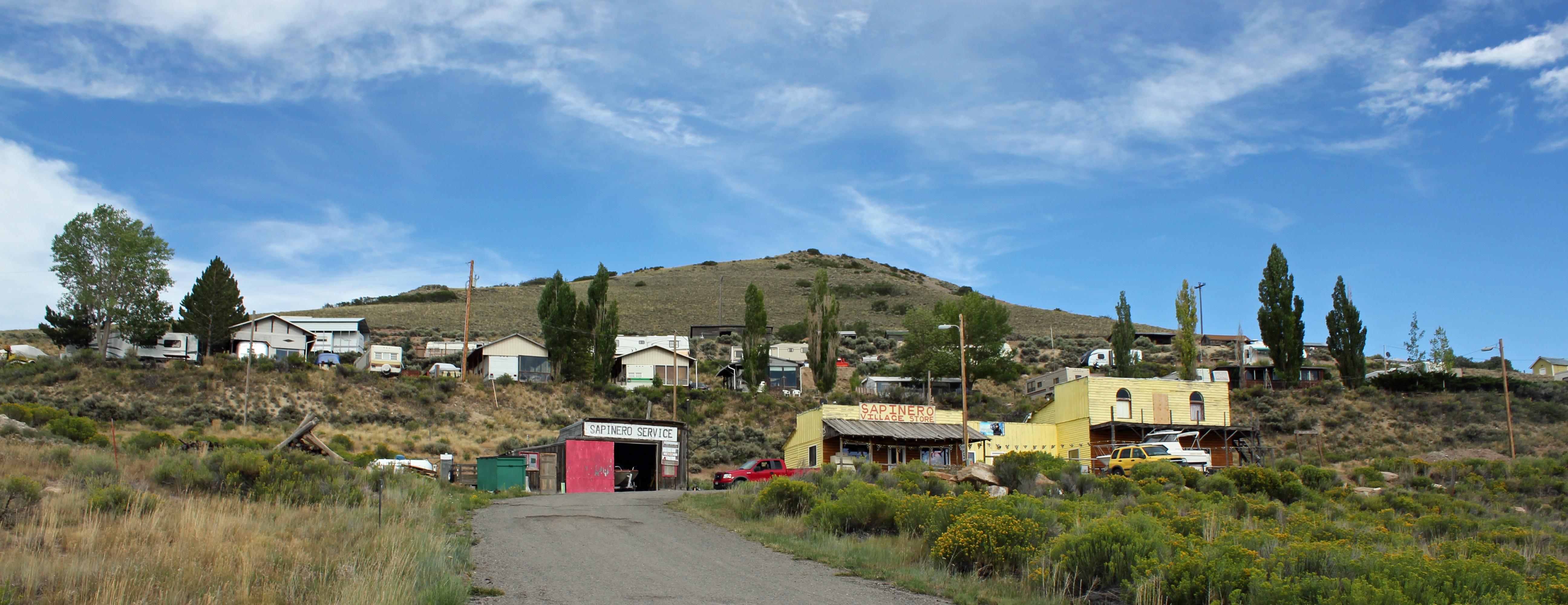
Sapinero.

## Zones protégées
- Powderhorn Wilderness